# Marta Vestby
Marta Vestby (Larvik 7 maart 1880 - 1958) was een Noors zangeres in voornamelijk oratoria en liederen en zangpedagoge. Ze was van huis uit sopraan
Martha Maria Andersatter Vestby was een dochter van organist en leraar Anders Olsen Vestby en Berthe Cathrine Johnsen.
In 1904 kreeg ze een studiebeurs (Houens Legat) en een staatsbeurs in 1906. Ze kreeg haar muziekonderwijs van Kitty Hedenskou in Oslo, in Berlijn en bij Raimund von zur-Mühlen in Londen. Haar debuut vond plaats in Berlijn in 1908, een jaar later volgde haar eerste optreden in Oslo. Ze was in 1910 verbonden aan het Conservatorium in Oslo.
In juli 1954 werd Marta Vesty als zanglerares onderscheiden met de Kongens Fortjenstmedalje.
Enkele concerten:
- 26 februari 1909: Concert in Uranienborgkirke onder begeleiding door Eyvind Alnæs
- 4 oktober 1911; Concert in de concertzaal van Brødrene Hals met onder meer een zelf geschreven lied "Mit skib pløier havet"
- 9 mei 1912: Concert met het Vrouwelijke Studentenkoor onder leiding van Per Winge; medesoliste was Mary Barratt Due
- 27 februari 1922: Concert met de voorloper van het Bergen filharmoniske orkester onder leiding van Johan Halvorsen, waarbij Vestby soleerde in het laatste deel van Symfonie nr. 4 van Gustav Mahler